# Косой переулок (Москва)
Косо́й переу́лок — улица в центре Москвы в Тверском районе от Долгоруковской улицы.

## Этимология
Получил название в начале XIX веке по характерному расположению наискосок от Оружейного переулка к Пименовской (ныне Краснопролетарская) улице.

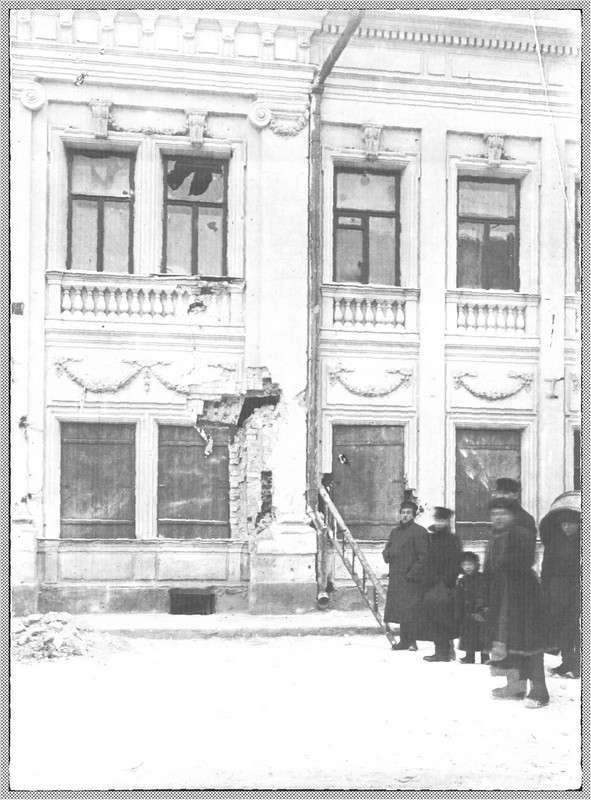
Дом Карцевой в Косом переулке со следами обстрела, декабрь 1905

## История
Переулок появился на этом месте не позднее XVIII века, на плане Москвы 1739 года он назван переулком Воротники по имени соседней слободы. Во время Первой русской революции, в декабре 1905 года в бывшем доме № 18 были арестованы руководители московских большевиков Виргилий Шанцер и Михаил Васильев-Южин. Во время Декабрьского восстания 1905 года в переулке проходили столкновения между вооружёнными рабочими типографии Кушнерева и казаками. В 1913 году в доме № 8 по переулку размещалась редакция большевистской газеты «Наш путь». К началу XXI века переулок был практически полностью застроен и фактичесски исчез. По состоянию на 2025 год по переулку не числится ни одного дома. 

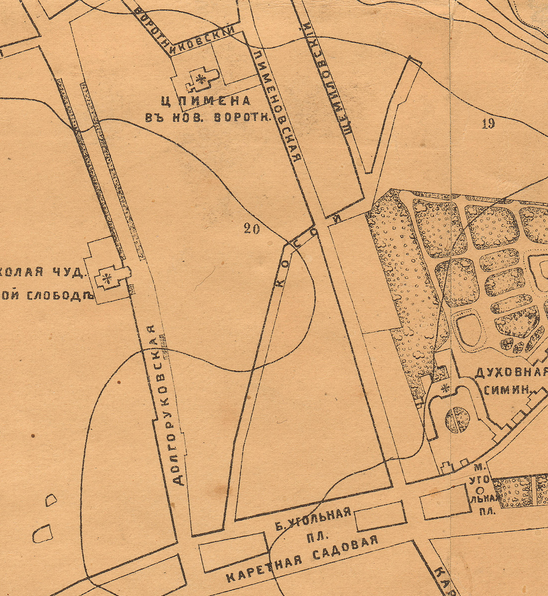
Косой переулок на Нивелирном плане Москвы 1888 года

## Расположение
Переулок располагался наискосок между Оружейным переулком к Краснопролетарской улицей, продолжаясь 2-м Щемиловским переулком по другую сторону Краснопролетарской улицы.